# Clarivate Citation Laureates
Unter dem Namen Clarivate Citation Laureates (von 2002 bis 2016 Thomson Reuters Citation Laureates) werden einmal jährlich vom Medienkonzern Clarivate (bis 2016 von Thomson Reuters) Wissenschaftler genannt, die aufgrund ihrer häufigen Zitierung in hochrangigen wissenschaftlichen Veröffentlichungen (Zeitschriften mit hohem Impact Factor) als Favoriten auf eine zukünftige Auszeichnung mit einem Nobelpreis oder anderen Wissenschaftspreisen eingestuft werden. Die Liste der Favoriten wird jeweils wenige Wochen vor der Vergabe der Nobelpreise veröffentlicht.
2016 wurde die zugrundeliegende Datenbank von Thomson Reuters an Clarivate Analytics verkauft. Die Webseite des Unternehmens bietet auch die bisherigen Informationen unter dem Stichwort Hall of Citation Laureates.
Bei den Citation Laureates handelt es sich nicht um einen Wissenschaftspreis im eigentlichen Sinne. Die Nennung erfolgt aufgrund einer quantitativen Analyse von Literaturangaben, nicht aufgrund wissenschaftlicher Leistungen.
83 der 441 genannten Wissenschaftler haben – Stand Oktober 2024 – später auch tatsächlich einen Nobelpreis gewonnen. 2013 nominierte Thomson Reuters Barry Sharpless, der bereits 2001 den Nobelpreis für Chemie gewonnen hatte; 2022 erhielt Sharpless tatsächlich den Nobelpreis zum zweiten Mal. 2014 nominierte Thomson Reuters Yoshinori Tokura zum zweiten Mal – für seine Arbeiten zu Multiferroika. Bereits 2002 hatte man ihn für seine Arbeiten zu Hochtemperatursupraleitern als potenziellen Nobelpreisträger identifiziert. Auch Stuart Schreiber wurde zweimal genannt: 2006 für Chemie und 2016 für Medizin.
In Deutschland tätig sind die acht Physiker Immanuel Bloch, Simon White, Rashid Sunyaev, Laurens W. Molenkamp, Ferenc Krausz, Juan Ignacio Cirac Sasturain, Peter Grünberg und Stuart Parkin, die fünf Chemiker Fritz Vögtle, George M. Sheldrick, Benjamin List, Rolf Huisgen und Emmanuelle Charpentier und die drei Mediziner Franz-Ulrich Hartl, Ernst Bamberg und Davor Solter. In Österreich tätig sind die beiden Physiker Peter Zoller und Anton Zeilinger. In der Schweiz tätig sind die drei Physiker Didier Queloz, Michel Mayor und Christoph Gerber, die vier Chemiker Dieter Seebach, Michael Grätzel, Bernd Giese und Michele Parrinello, der Mediziner Michael N. Hall und der Ökonom Ernst Fehr.
Von diesen genannten Wissenschaftlern erhielten Peter Grünberg (2007), Emmanuelle Charpentier (2020), Benjamin List (2021) und Ferenc Krausz (2023) aus Deutschland, Anton Zeilinger (2022) aus Österreich sowie Didier Queloz und Michel Mayor (2019) aus der Schweiz einen Nobelpreis.
Bis auf die Jahre 2004 und 2006 wurde in jedem Jahr der Preisverleihung mindestens ein Laureate auch tatsächlich mit einem Nobelpreis ausgezeichnet.

## Nennungen
Fett markiert sind Wissenschaftler, die tatsächlich nach der Nominierung einen Nobelpreis gewonnen haben, in Klammern das Jahr der Verleihung und das Fach, wenn es von der vorgeschlagenen Kategorie abwich. Mit (†) markierte Personen sind verstorben, bevor sie einen Nobelpreis hätten gewinnen können. Die Prozentzahlen sind Stand Oktober 2022.
| Jahr           | Medizin | Physik | Chemie | Wirtschaft | Trefferquote    | Trefferquote kumulativ |
| -------------- | --- | --- | --- | --- | --------------- | ---------------------- |
| 2002– 2005     | Michael Berridge (†), Alfred G. Knudson (†), Bert Vogelstein, Robert Allan Weinberg, Francis Collins, Eric Lander, Craig Venter, Yasutomi Nishizuka (†)                       | Michael Boris Green, John Schwarz, Edward Witten, Yoshinori Tokura, Shuji Nakamura (2014)                                                                 | Robert Grubbs (2005), Adriaan Bax, Kyriacos Costa Nicolaou, George Whitesides, Seiji Shinkai, Fraser Stoddart (2016)                                                | Robert F. Engle (2003), Clive W. J. Granger (2003), Daniel Kahneman (2002), Robert J. Barro, Eugene Fama (2013), Kenneth French, Paul Romer (2018), Richard Thaler (2017) | 9/27 = 33,3 %   | 9/27 = 33,3 %          |
| 2006           | Mario Capecchi (2007), Martin Evans (2007), Oliver Smithies (2007), Pierre Chambon, Ronald M. Evans, Elwood V. Jensen (†)                                                     | Albert Fert (2007), Peter Grünberg (2007), Alan Guth, Andrei Dmitrijewitsch Linde, Paul Steinhardt, Emmanuel Desurvire, Masataka Nakazawa, David N. Payne | Gerald Crabtree, Stuart Schreiber, Tobin Marks, David Evans (†), Steven Ley                                                                                         | Paul Krugman (2008), Jagdish Bhagwati, Avinash Dixit, Dale Jorgenson (†), Oliver Hart (2016), Bengt Holmström (2016), Oliver E. Williamson (2009)                         | 9/26 = 34,6 %   | 18/53 = 34,0 %         |
| 2007           | Fred H. Gage, R. John Ellis, Franz-Ulrich Hartl, Arthur Horwich, Joan Massagué Solé                                                                                           | Sumio Iijima, Arthur McDonald (2015), Martin Rees, Yōji Totsuka (†)                                                                                       | Samuel Danishefsky, Dieter Seebach, Barry Trost | Elhanan Helpman, Gene Grossman, Jean Tirole (2014), Robert B. Wilson (2020), Paul Milgrom (2020)                                                                          | 4/17 = 23,5 %   | 22/70 = 31,4 %         |
| 2008           | Shizuo Akira, Bruce Beutler (2011), Jules Hoffmann (2011), Victor Ambros (2024), Gary Ruvkun (2024), Rory Collins, Richard Peto                                               | Andre Geim (2010), Konstantin Novoselov (2010), Vera Rubin (†), Roger Penrose (2020), Dan Shechtman (2011, Chemie)                                        | Charles M. Lieber, Krzysztof Matyjaszewski, Roger Tsien (2008) | Lars Peter Hansen (2013), Thomas Sargent (2011), Christopher Sims (2011), Armen Alchian (†), Harold Demsetz (†), Martin S. Feldstein (†)                                  | 12/21 = 57,1 %  | 34/91 = 37,4 %         |
| 2009           | Elizabeth Blackburn (2009), Carol W. Greider (2009), Jack Szostak (2009), James Rothman (2013), Randy Schekman (2013), Seiji Ogawa                                            | Yakir Aharonov, Michael Berry, John Pendry, Sheldon Schultz (†), David Smith, Juan Ignacio Cirac Sasturain, Peter Zoller                                  | Michael Grätzel, Jacqueline K. Barton, Bernd Giese, Gary Schuster, Benjamin List (2021)                                                                             | Ernst Fehr, Matthew Rabin, William D. Nordhaus (2018), Martin Weitzman (†), Jordi Galí, Mark Gertler                                                                      | 7/24 = 29,2 %   | 41/115 = 35,7 %        |
| 2010           | Douglas Coleman (†), Jeffrey M. Friedman, Ernest McCulloch (†), James Till, Shin’ya Yamanaka (2012), Ralph M. Steinman (†) (2011)                                             | Charles L. Bennett, Lyman Page, David Spergel, Thomas Ebbesen, Saul Perlmutter (2011), Adam Riess (2011), Brian P. Schmidt (2011)                         | Patrick O. Brown, Susumu Kitagawa, Omar Yaghi, Stephen Lippard | Alberto Alesina (†), Nobuhiro Kiyotaki, John Hardman Moore, Kevin M. Murphy                                                                                               | 5/21 = 23,8 %   | 46/136 = 33,8 %        |
| 2011           | Brian Druker, Nicholas B. Lydon, Charles L. Sawyers, Robert Langer, Joseph P. Vacanti, Jacques Miller, Robert L. Coffman, Tim Mosmann                                         | Alain Aspect (2022), John Clauser (2022), Anton Zeilinger (2022), Sajeev John, Eli Yablonovitch, Hideo Ōno                                                | Allen J. Bard (†), Martin Karplus (2013), Jean Fréchet, Donald A. Tomalia, Fritz Vögtle (†)                                                                         | Douglas W. Diamond (2022), Anne O. Krueger, Gordon Tullock (†), Jerry Hausman, Halbert White (†)                                                                          | 5/24 = 20,8 %   | 51/160 = 31,9 %        |
| 2012           | Richard O. Hynes, Erkki Ruoslahti, Masatoshi Takeichi, Tony Hunter, Anthony Pawson (†), Charles David Allis (†), Michael Grunstein (†)                                        | Stephen E. Harris, Lene Hau, Leigh Canham, Charles H. Bennett, Gilles Brassard, William Wootters                                                          | Louis Brus (2023), Masatake Haruta (†), Graham Hutchings, Akira Fujishima                                                                                           | Stephen Ross (†), Anthony Atkinson (†), Angus Deaton (2015), Robert J. Shiller (2013)                                                                                     | 3/21 = 14,3 %   | 54/181 = 29,8 %        |
| 2013           | Daniel J. Klionsky, Noboru Mizushima, Yoshinori Ōsumi (2016), Adrian Peter Bird, Howard Cedar, Aharon Razin (†), Dennis J. Slamon                                             | Geoffrey Marcy, Michel Mayor (2019), Didier Queloz (2019), Hideo Hosono, François Englert (2013), Peter Higgs (2013)                                      | Bruce Ames (†), A. Paul Alivisatos, Chad A. Mirkin, Nadrian C. Seeman (†), M. G. Finn, Valery V. Fokin, Barry Sharpless (2022)                                      | David F. Hendry, Mohammad Hashem Pesaran, Peter C. B. Phillips, Samuel Peltzman, Richard Posner, Joshua Angrist (2021), David Card (2021), Alan B. Krueger (†)            | 8/28 = 28,6 %   | 62/209 = 29,7 %        |
| 2014           | James E. Darnell, David Julius (2021), Charles Lee, Robert G. Roeder, Stephen W. Scherer, Robert Tjian, Michael H. Wigler                                                     | Charles L. Kane, Laurens W. Molenkamp, Ramamoorthy Ramesh, James F. Scott (†), Yoshinori Tokura, Peidong Yang, Shoucheng Zhang (†)                        | Graeme Moad, Charles T. Kresge, Ezio Rizzardo, Ryong Ryoo, Steven Van Slyke, Galen Stucky, Ching W. Tang, San Thang                                                 | Philippe Aghion, William J. Baumol (†), Mark Granovetter, Peter W. Howitt, Israel M. Kirzner                                                                              | 1/27 = 3,7 %    | 63/236 = 26,7 %        |
| 2015           | Jeffrey I. Gordon, Kazutoshi Mori, Peter Walter, Alexander Y. Rudensky, Shimon Sakaguchi, Ethan M. Shevach                                                                    | Paul Corkum, Ferenc Krausz (2023), Deborah Jin (†), Zhong Lin Wang                                                                                        | Carolyn Bertozzi (2022), Emmanuelle Charpentier (2020), Jennifer A. Doudna (2020), John B. Goodenough (2019), M. Stanley Whittingham (2019)                         | Richard W. Blundell, John List, Charles F. Manski | 6/18 = 33,3 %   | 69/254 = 27,2 %        |
| 2016           | James P. Allison (2018), Jeffrey A. Bluestone, Craig B. Thompson, Gordon J. Freeman, Tasuku Honjo (2018), Arlene Sharpe, Michael N. Hall, David M. Sabatini, Stuart Schreiber | Marvin Cohen, Ronald Drever (†), Kip Thorne (2017), Rainer Weiss (2017), Celso Grebogi, Edward Ott, James Yorke                                           | George M. Church, Feng Zhang, Dennis Lo, Hiroshi Maeda (†), Yasuhiro Matsumura                                                                                      | Olivier Blanchard, Edward Lazear (†), Marc Melitz | 4/24 = 16,7 %   | 73/278 = 26,3 %        |
| 2017           | Lewis C. Cantley, Karl J. Friston, Yuan Chang, Patrick S. Moore | Phaedon Avouris, Cees Dekker, Paul McEuen, Mitchell Feigenbaum (†), Rashid Sunyaev                                                                        | John E. Bercaw, Robert G. Bergman, Georgi Borissowitsch Schulpin (†), Jens Nørskov, Tsutomu Miyasaka, Park Nam-Gyu, Henry J. Snaith                                 | Colin Camerer, George Loewenstein, Robert Ernest Hall, Michael Jensen (†), Stewart Myers, Raghuram Rajan                                                                  | 0/22 = 0 %      | 73/300 = 24,3 %        |
| 2018           | Napoleone Ferrara, Minoru Kanehisa, Solomon H. Snyder | David Awschalom, Arthur Gossard (†), Sandra Moore Faber, Yury Gogotsi, Rodney S. Ruoff, Patrice Simon                                                     | Eric Jacobsen, George M. Sheldrick, JoAnne Stubbe | Manuel Arellano, Stephen R. Bond, Wesley M. Cohen, Daniel A. Levinthal, David Kreps                                                                                       | 0/17 = 0 %      | 73/317 = 23,0 %        |
| 2019           | Hans Clevers, John W. Kappler, Philippa Marrack, Ernst Bamberg, Karl Deisseroth, Gero Miesenböck                                                                              | Artur Ekert, Tony Heinz, John Perdew | Rolf Huisgen (†), Morten P. Meldal (2022), Edwin Southern, Marvin H. Caruthers, Leroy Hood, Michael W. Hunkapiller                                                  | Brian Arthur, Søren Johansen, Katarina Juselius, Ariel Rubinstein | 1/19 = 5,3 %    | 74/336 = 22,0 %        |
| 2020           | Pamela J. Bjorkman, Jack L. Strominger, Huda Zoghbi, Yusuke Nakamura | Thomas L. Carroll, Louis M. Pecora, Hongjie Dai, Alex Zettl, Carlos Frenk, Julio Navarro, Simon White                                                     | Taeghwan Hyeon, Moungi Bawendi (2023), Christopher B. Murray, John F. Hartwig, Stephen L. Buchwald, Makoto Fujita                                                   | Claudia Goldin (2023), David Dickey, Wayne Fuller, Pierre Perron, Steven T. Berry, James A. Levinsohn, Ariel Pakes                                                        | 2/24 = 8,3 %    | 76/360 = 21,1 %        |
| 2021           | Jean-Pierre Changeux, Toshio Hirano, Tadamitsu Kishimoto, Karl M. Johnson (†), Lee Ho-wang (†)                                                                                | Alexei Jurjewitsch Kitajew, Mark Newman, Giorgio Parisi (2021)                                                                                            | Barry Halliwell, William L. Jorgensen, Mitsuo Sawamoto | David B. Audretsch, David J. Teece, Joel Mokyr, Carmen Reinhart, Kenneth S. Rogoff                                                                                        | 1/16 = 6,3 %    | 77/376 = 20,5 %        |
| 2022           | Masato Hasegawa, Virginia Man-Yee Lee, Mary-Claire King, Stuart H. Orkin | Immanuel Bloch, Stephen Quake, Takashi Taniguchi, Kenji Watanabe                                                                                          | Zhenan Bao, Bonnie Lynn Bassler, Everett Peter Greenberg, Daniel G. Nocera                                                                                          | Daron Acemoğlu (2024), James A. Robinson (2024), Simon Johnson (2024), Samuel Bowles, Herbert Gintis (†), Richard Easterlin (†), Richard Layard, Andrew Oswald            | 3/20 = 15,0 %   | 80/396 = 20,2 %        |
| 2023           | Carl H. June, Steven A. Rosenberg, Michel Sadelain, Rob Knight, Emmanuel Mignot, Clifford B. Saper, Masashi Yanagisawa                                                        | Sharon C. Glotzer, Federico Capasso, Stuart Parkin | James J. Collins, Michael Elowitz, Stanislas Leibler, Shankar Balasubramanian, David Klenerman, Kazunori Kataoka, Wladimir Petrowitsch Tortschilin, Karen L. Wooley | Edward Glaeser, Thomas Piketty, Emmanuel Saez, Gabriel Zucman, Raj Chetty                                                                                                 | 0/23 = 0,0 %    | 80/419 = 19,1 %        |
| 2024           | Davor Solter, Azim Surani, Jonathan C. Cohen, Helen Hobbs, Okihide Hikosaka, Ann M. Graybiel, Wolfram Schultz                                                                 | Peter Shor, David Deutsch, Pablo Jarillo-Herrero, Allan H. MacDonald, Rafi Bistritzer, Christoph Gerber                                                   | Roberto Car, Michele Parrinello, Kazunari Dōmen, John M. Jumper (2024), Demis Hassabis (2024), David Baker (2024)                                                   | Janet Currie, Partha Dasgupta, Paolo Mauro | 3/22 = 13,6 %   | 83/441 = 18,8 %        |
| Treffer- quote | 18/122 = 14,6 % | 22/109 = 20,2 % | 17/103 = 16,5 % | 26/107 = 24,3 % | 83/441 = 18,8 % |                        |